# Palawanosorex muscorum
Palawanosorex muscorum és una espècie d'eulipotifle de la família de les musaranyes (Soricidae). Es tracta de l'única espècie del gènere Palawanosorex. És endèmica del Mont Mantalingajan, a l'illa filipina de Palawan. Té una llargada de cap a gropa de 90,6 mm, la cua de 59 mm, les potes posteriors de 18,4 mm i un pes de 20 g (valors mitjans). Com que fou descoberta fa poc, encara no se n'ha avaluat l'estat de conservació.